# إينيني
إينيني، مستعمرة فرنسية في أمريكا الجنوبية، كانت تابعة إدارياً لغويانا الفرنسية في الفترة من 6 يوليو (تموز) 1930 حتى 19 مارس (آذار)، بعد ذلك أصبحت غويانا الفرنسية تابعة إدارياً لفرنسا. عاصمتها سان إلي.
كان الغرض تطوير المناطق الداخلية بشكلٍ منفصل عن المنطقة الساحلية المحيطة بكايين. تكونت القوة العاملة حينها من 500 من السجناء الثوار الذين ثاروا ضد الحكم الفرنسي في الهند الصينية الفرنسية وتمّ إحضارهم عام 1931. لم تنجح الخطة بسبب صعوبات بناء السكك الحديدية في المناطق الداخلية. لا تزال أنقاض السجون الثلاثة المستخدمة موجودة.